# Scott Baldwin
Scott James Baldwin (Bridgend, 12 luglio 1988) è un rugbista a 15 britannico, internazionale per il Galles, che gioca nel ruolo di tallonatore con gli Harlequins in Premiership.

## Biografia
Baldwin iniziò a giocare nel 2007 con i Bridgend Ravens, squadra della sua città natia. Approdò al professionismo nel 2009, unendosi alla franchigia degli Ospreys. Cominciò a giocare più stabilmente a livello di club durante il Pro12 2011-12, collezionando complessivamente 7 presenze (1 da titolare).
Consolidatosi nella formazione titolare della propria squadra, fece il suo debutto internazionale con il Galles affrontando il 15 giugno 2013 il Giappone a Tokyo. Il C.T. Warren Gatland lo convocò anche per disputare la Coppa del Mondo di rugby 2015, dove giocò da titolare in tutte e cinque le partite disputate da Galles, segnando pure una meta nella partita della fase a gironi vinta 23-13 contro le Figi.

## Palmarès
- Premiership: 1
Harlequins: 2020-21
- Pro12: 2
Ospreys: 2009-10, 2011-12